# Perissomastix biskraella
Perissomastix biskraella is een vlinder uit de familie echte motten (Tineidae). De wetenschappelijke naam van deze soort is voor het eerst geldig gepubliceerd in 1901 door Rebel.
De soort komt voor in tropisch Afrika.